# Satelitní telefon

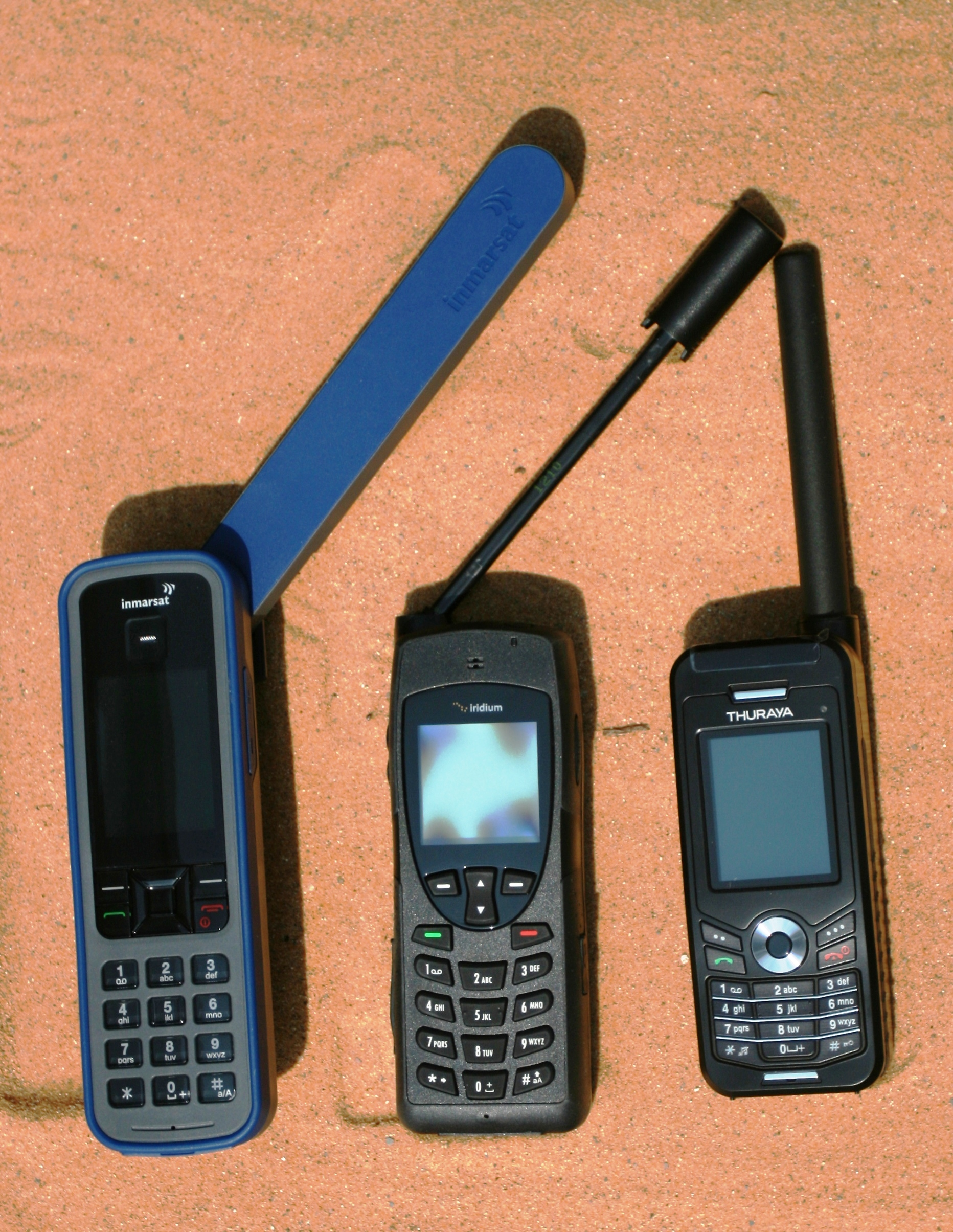
Satelitní telefony

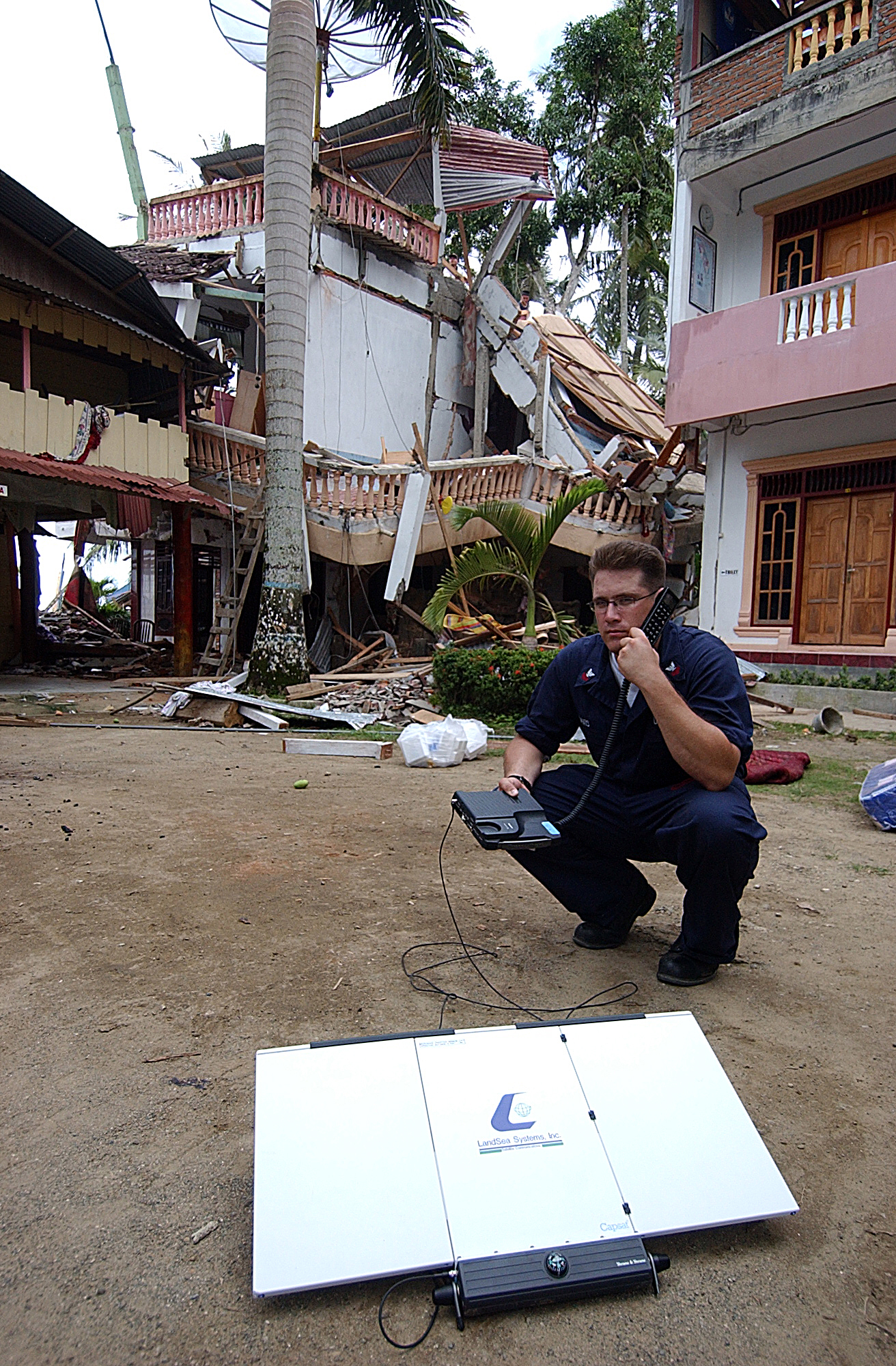
Použití satelitního telefonu (Inmarsat) na indonéském ostrově Nias při zemětřesení v roce 2005

Satelitní telefon je přenosné telekomunikační zařízení, pomocí kterého může být uskutečněn hlasový, nebo datový přenos do veřejné telekomunikační sítě. Zařízení se do sítě připojuje přes telekomunikační satelit, musí být tedy zajištěna přímá viditelnost mezi telefonem a satelitem. Pokud je tato zajištěna, může telefon fungovat na většině zemského povrchu, a to i v oblastech, kde není k dispozici místní pozemní komunikační infrastruktura, jako jsou pevné a mobilní sítě, např. v odlehlých oblastech nebo na moři. Jsou také využívány případě nefunkčnosti komunikační infrastruktury např. z důvodu války nebo přírodních katastrof. V závislosti na architektuře konkrétního sítě může pokrytí zahrnovat celou Zemi nebo pouze určité oblasti. 
Samotné telefony se liší velikostí a funkcemi. Staří modely byly velké a těžké, novější satelitní telefony jsou podobné běžným mobilním telefonům, někdy s možností připojení externí antény pro lepší příjem. Existují také pevné instalace (typicky na lodích) zahrnující velké antény. Satelitní telefony se připojují do různých satelitních sítí, které jsou tvořeny buď nízko letícími satelity, nebo satelity na geostacionárních drahách.V 20. letech 21. století začali také někteří výrobci integrovat satelitní konektivitu do běžných chytrých telefonů (technologie direct-to-cell). 
Satelitní telefony jsou regulovány místními zákony. V některých zemích je jejich použití omezeno či úplně zakázáno. Největší omezení se většinou týkají zemí s nedemokratickým zřízením, když satelitní komunikaci lze těžko cenzurovat a odposlouchávat.

## Geostacionární dráha
Nejstarší geostacionární sítí, na které je přímo z námořních předpisů SOLAS závislá námořní přeprava, je síť Inmarsat. Ta kromě komerčních služeb byla do roku 2020 na části území Země jediným poskytovatelem služby GMDSS pro námořní dopravu. Další známou geostacionární sítí je síť Thuraya, která je co se týče pokrytí více omezena. 

## Nízká oběžná dráha
Nízko letící satelity reprezentují sítě Iridium a Globestar. Na rozdíl od geostacionárních satelitů pokrývají i polární oblasti, které je obtížné z geostacionární dráhy pokrýt. Vyžadují však větší množství satelitů.
Další sítě budují SpaceX a AST SpaceMobile. Tyto sítě se mají specializovat na technologii direct-to-cell, tedy spojení přes běžné chytré telefony bez nutnosti speciálních přístrojů.